# Église Saint-Hymer de Saint-Hymer
L'église Saint-Hymer est une église catholique située à Saint-Hymer, en France.

## Localisation
L'église est située dans le département français du Calvados, dans le petit bourg de Saint-Hymer.

## Historique
Édifiée au XIIe siècle, cette église est ensuite remaniée au XIVe siècle, puis aux XVIIe et XVIIIe siècles.
La tour de l'église est commencée au XIIe mais achevée seulement au XVIIe du fait d'un contentieux entre moines du prieuré de Saint-Hymer et paroissiens. L'évêque de Lisieux attribue aux moines le transept, les chapelles et le chœur et les paroissiens disposent quant à eux de la nef, un mur séparant les deux zones.
Le mur séparant les deux zones de l'église est supprimé en 1791 et l'église devient paroissiale.  
L'édifice est classé au titre des monuments historiques depuis le 10 février 1913.

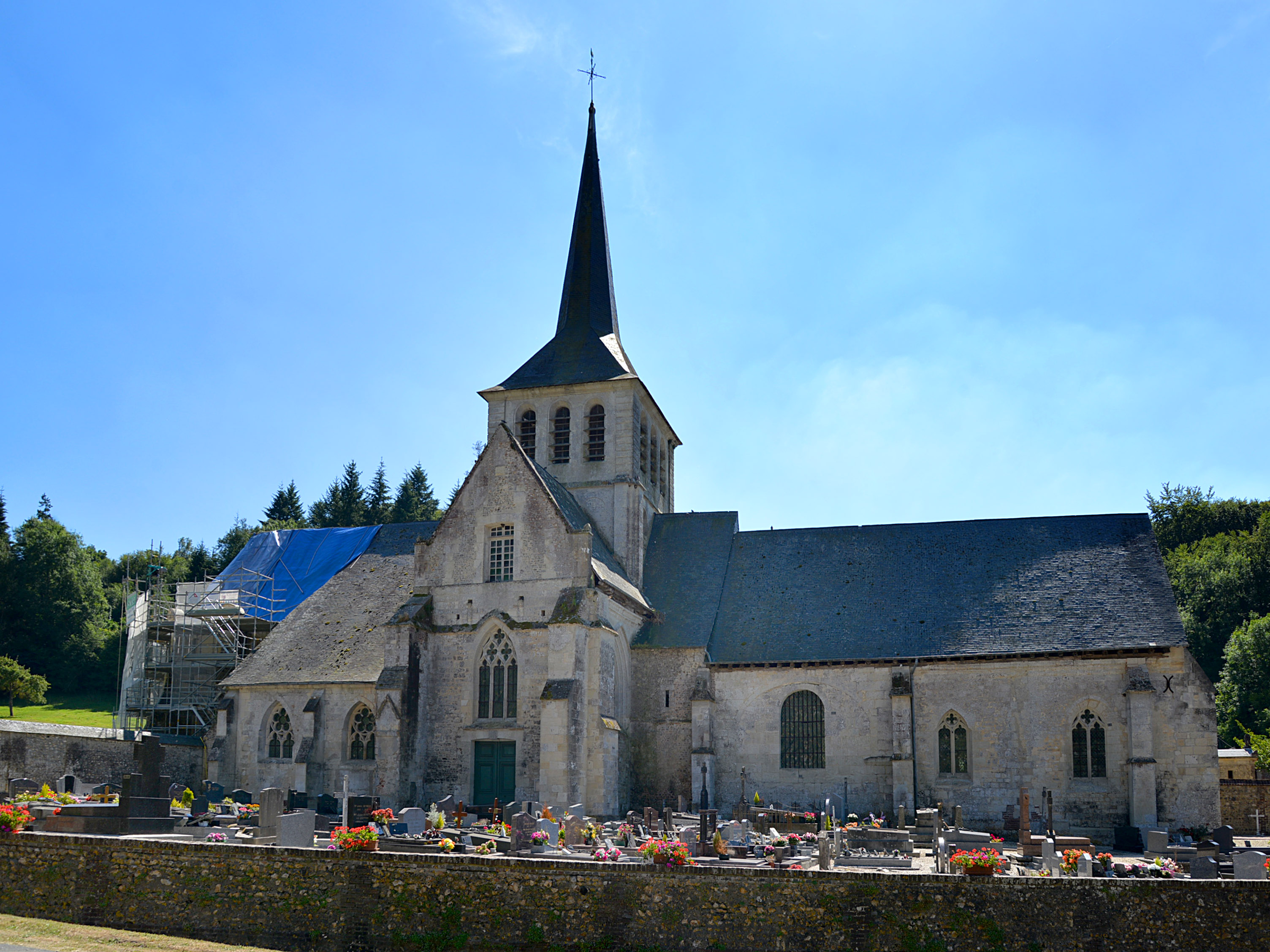
Vue Nord.
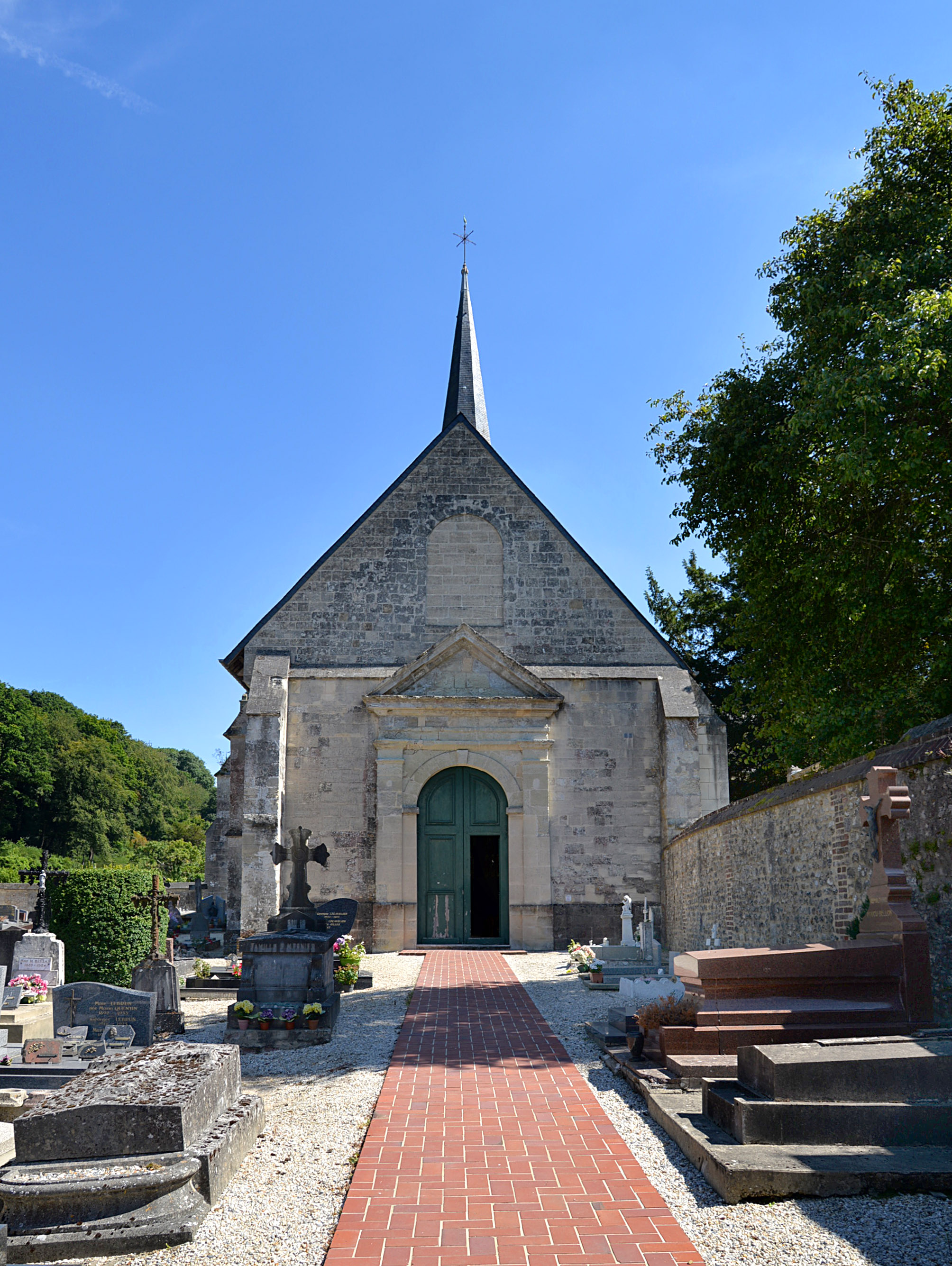
Vue Ouest.
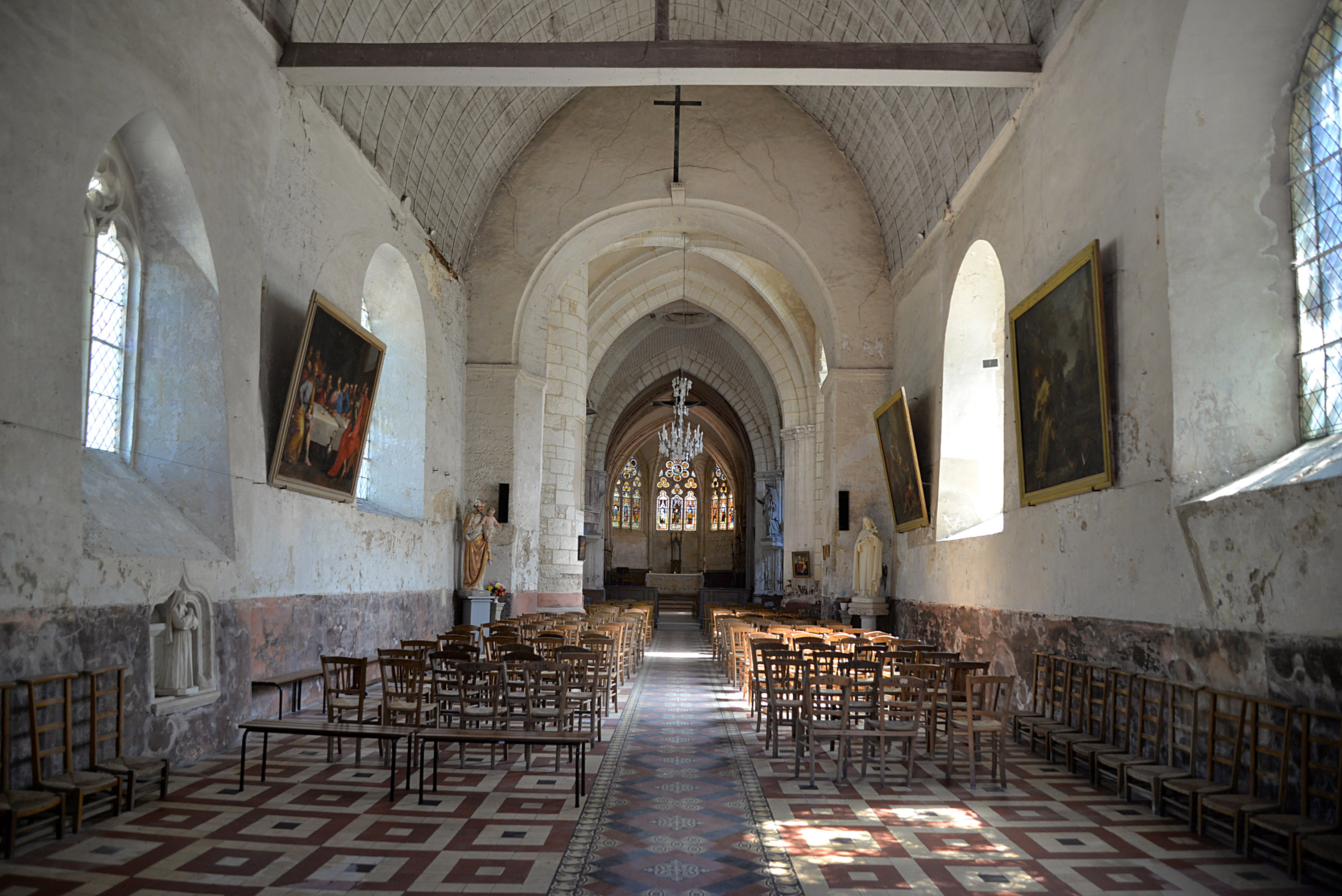
La nef.
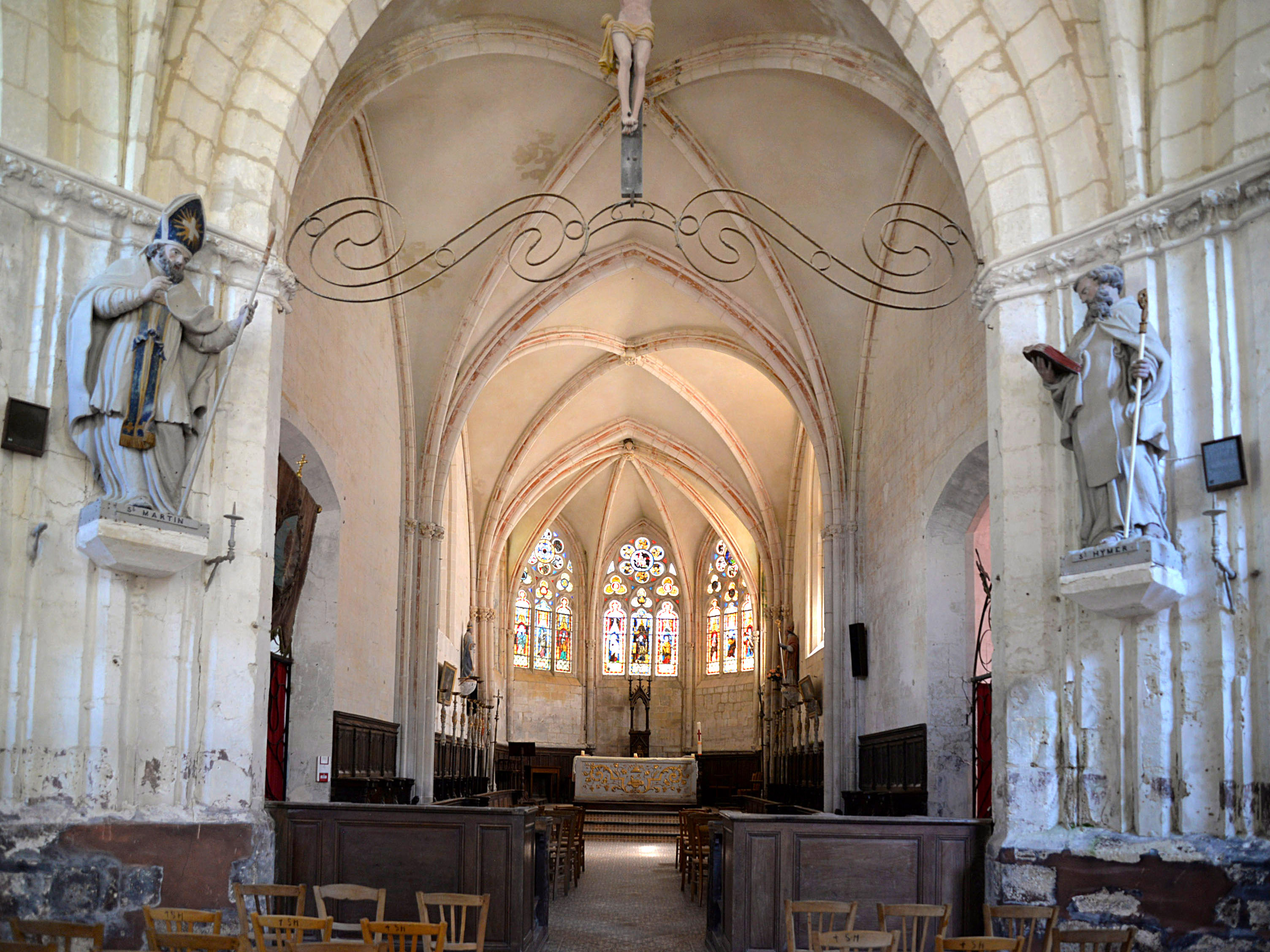
Le chœur.
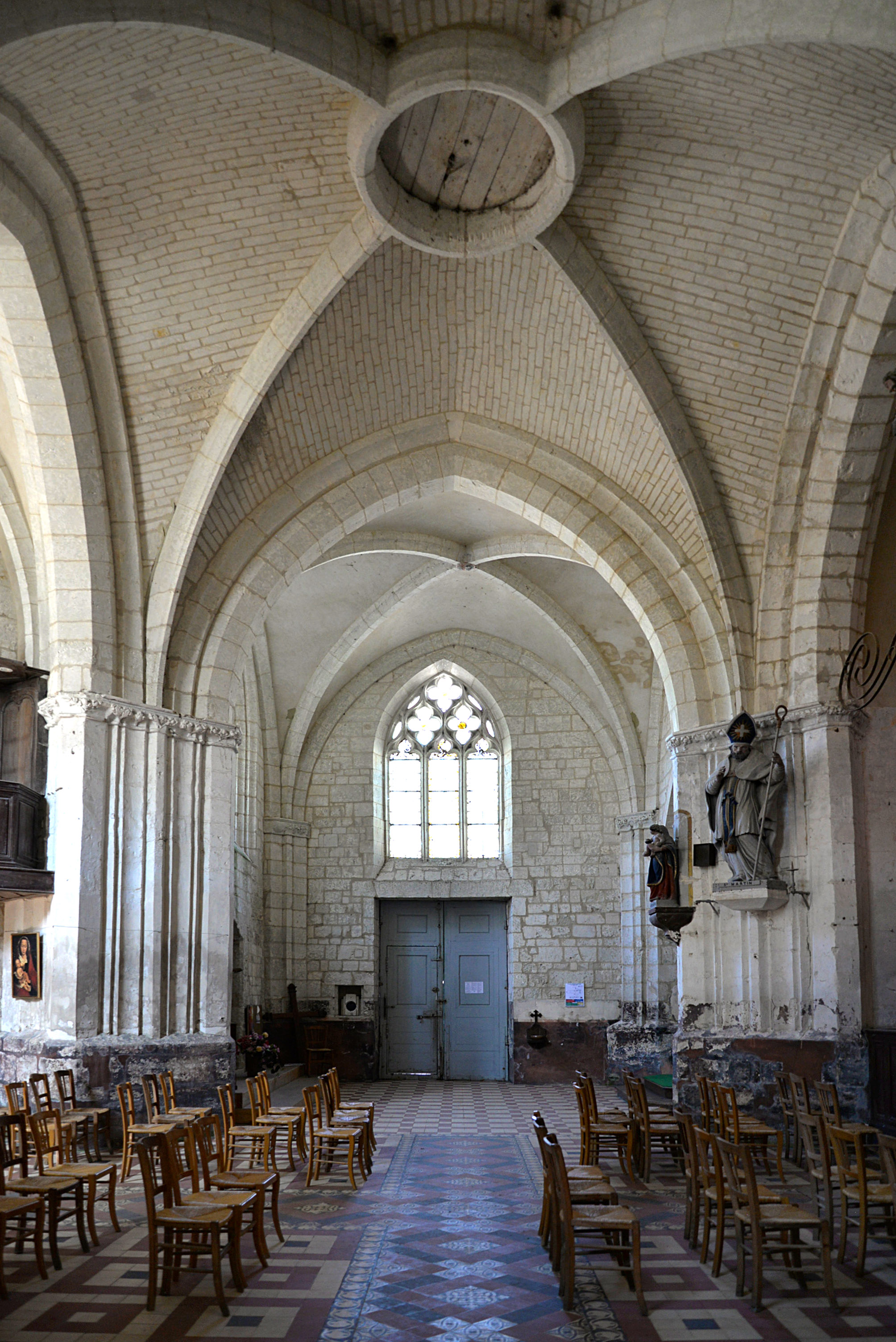
Le transept nord.